# Metailurus
Il metailuro (gen. Metailurus) è un felide estinto, vissuto nel Miocene superiore (tra 9 e 6 milioni di anni fa). I suoi resti fossili sono stati ritrovati in varie località di Asia ed Europa.

## Descrizione
Questo animale aveva una taglia compresa tra quella di una grossa lince e di un puma, e anche l'aspetto doveva essere simile a quello di un puma. Il cranio era relativamente allungato nella parte posteriore, ma possedeva un muso corto. I canini erano allungati, leggermente compressi lateralmente e dal margine tagliente, più grandi di quelli dell'attuale leopardo nebuloso (Neofelis nebulosa) ma più piccoli di quelli delle vere tigri dai denti a sciabola (Machairodontinae).

## Tassonomia
Il metailuro dà il nome a un gruppo di felidi estinti poco noti, i metailurini, le cui caratteristiche sono intermedie tra quelle delle pantere (Pantherinae) e quelle delle tigri dai denti a sciabola. I canini, ad esempio, erano più lunghi di quelli delle pantere, ma la sezione era più ellittica che tonda, e possedeva un margine tagliente come quello delle tigri dai denti a sciabola. Queste ultime, in ogni caso, possedevano denti ancora più compressi lateralmente. Di Metailurus si conoscono varie specie note per resti fossili incompleti, tra cui Metailurus major, M. minor e M. parvulus. Il più noto tra i metailurini era il grande Dinofelis, mentre altre forme meno note comprendevano Adelphailurus e Pontosmilus.